# Скворцов Євген Федорович
Євге́н Фе́дорович Скворцо́в — російський і радянський астрофізик, гідролог, метеоролог і математик, який багато років працював у Криму. Відкрив три нові астероїди, першим виміряв місячно-сонячні припливи та відпливи у Чорному морі. Професор Кримського педагогічного інституту (1926) і декан його фізико-математичного факультету.

## Біографія
Народився 3 червня 1882 року в Петербурзі. У 1906 році закінчив фізико-математичний факультет Санкт-Петербурзького університету. З 1911 року-співробітник Астрономічної обсерваторії Санкт-Петербурзького університету. У 1915—1928 роках — директор Севастопольської морської обсерваторії, також завідував її астрономічною і гідрометеорологічною частинами. Керував гідрометеорологічним відділом Управління із забезпечення безпеки кораблеводіння на чорному й Азовському морях.
Переїхав до Сімферополя, з 1926 року — професор, читав курси лекцій з астрономії, геодезії, теорії ймовірностей, вищої алгебри, інтегрування диференціальних рівнянь. З 1930 року завідувач кафедри математики Кримського педагогічного інституту ім. М. В. Фрунзе. З 1935 року — декан фізико-математичного факультету. Редагував розділ фізико-математичних наук у журналі «Известия Крымского педагогического института» (укр. Вісті Кримського педагогічного інституту).
Під час Німецько-радянської війни у вересні 1941 року евакуювався з інститутом, а в листопаді прибув до Махачкали в Дагестанський педагогічний інститут (нині Дагестанський державний університет). У листопаді 1941 року Кримський і Дагестанський педагогічні інститути поєднали в один інститут. Скворцов очолив у ньому кафедру математики.
Дійсний член Кримського науково-дослідного інституту. Керував створенням Сімферопольського відділення Товариства любителів астрономії при Кримській обласній станції юних техніків, яка пізніше стане одним із засновників Малої академії наук Криму. Помер 11 лютого 1952 року в Сімферополі.

## Наукова діяльність
У Сімеїзській обсерваторії відкрив астероїди 1149 Волга (1 серпня 1929), 1167 Дубяго (3 серпня 1930), 1381 Данубія (20 серпня 1930).
Інструментально виявив наявність місячно-сонячних припливів та відпливів у Чорному морі, які раніше не вдавалося зафіксувати через їхню малу величину.

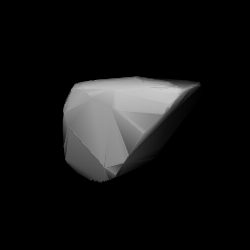
Астероїд 1854 Скворцов

## Пам'ять
На честь вченого названо астероїд 1854 Скворцов, відкритий 22 жовтня 1968 року співробітницею Кримської астрофізичної обсерваторії Тамарою Смирновою.

## Публікації
- Астрономия: учеб. пособие для геогр. фак. пед. ин-тов. — Москва: Учпедгиз, 1952. 303 с.
- Скворцов Е. Ф. Некоторые результаты экспедиции по исследованию грунта Черного моря в связи с землетрясением // Черноморские землетрясения 1927 года и судьбы Крыма : сб. ст. — Симферополь : Крымгосиздат, 1928. — С. 50-63.